# سفيدخاني (دهسرد)
سفیدخاني (بالفارسية: سفیدخانی) هي قرية تقع في إيران في قسم دهسرد الريفي. يقدر عدد سكانها بـ 134 نسمة .